# Баткен (аэропорт)
Международный аэропорт Баткен (кирг. Баткен эл аралык аэропорту; ИАТА: БАТ, ИКАО: UAFB) — аэропорт Баткена, административного центра Баткенской области Кыргызстана. Расположен в 600 м. к юго-востоку от города Баткена и в 184 км от аэродрома «Ош». Статус «международный» присвоен аэропорту Постановлением Правительства Кыргызстана № 236 от 22 апреля 2014 года.

## История
Аэропорт Баткен существует с 1958 г. и принимал самолёты Як-12, Ан-2, Ил-14 на грунтовую взлетно-посадочную полосу. В 1984 г. построена асфальтобетонная ВПП длиной 1800 м, что позволяет принимать самолёты Як-40, Ан-24, Ан-26, Ан-30. Аэродром относится к аэродромам класса «ЗС» (нормы ИКАО) и «Д» (нормы МАК). На нем могут регулярно эксплуатироваться воздушные суда типа BAE-146-200, Як-40, Ан-2, Ан-26, Ан-28 и вертолеты всех типов.
В сентябре 2022 года подвергся обстрелу.

## Техническое оснащение
Аэродром имеет радиотехнические средства (приводная р/станция ПАР-10, радио пеленгатор АРП-80, УКВ командная р/станция). Все навигационные оборудования аэропорта на аварийное отключение электроэнергии имеют дизель-генератор мощностью 10 квт, который запускается автоматически. Аэродром обеспечен необходимой спецтехникой, также имеется трактор МТЗ-82 для очистки снега в зимний период. Летное поле по всему периметру ограждено колючей проволокой (спиральный барьер безопасности) общей длиной 5310 м.

## Аэровокзал
Аэровокзал рассчитан для обслуживания внутренних рейсов. Имеется стационарный металлоискатель РМД-2, а также современная досмотровая аппаратура (РТУ) для просмотра багажа и груза пассажиров.
В 2016 году за счёт средств ОАО «Международный Аэропорт Манас» был разработан проект "Реконструкция существующего здания аэровокзала международного аэропорта «Баткен». В мае 2017 года здание реконструировано и успешно введено в эксплуатацию. В новом аэровокзале для удобства пассажиров имеется большой и светлый зал ожидания, работает также комната матери и ребёнка (правое крыло зала ожидания), а в зале прилета установлена багажная лента.